# نوفوالتيسك

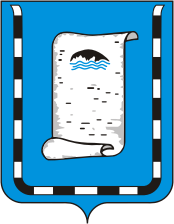

نوفوالتيسك (الروسية: Новоалтайск) هي إحدى مدن روسيا في الكيان الفدرالي الروسي ألطاي كراي، تقع على الضفة اليمنى من نهر أوب، وتبعد 12 كيلومتر (7.5 ميل) من بارناول، والمركز الإداري للإقليم. عدد السكان: 70,437 (تعداد 2010)؛ 60,015 (تعداد 2002). 53,642 (تعداد 1989)؛ 51,000 (1974)؛ 9,000 (1939).